# 大在村
大在村（おおざいむら）は、かつて大分県北海部郡にあった村である。
1963年3月10日、大分市、鶴崎市、大分郡大分町、大南町、北海部郡坂ノ市町と合併（新設合併）し、新たに大分市となった。
旧大在村は合併後の大分市を構成した6市町村のなかで唯一の村であった。合併後は大在地区と呼ばれ、大分市役所の支所として大在支所が置かれている。

## 歴史
古代には海部郡佐尉郷の一部であった。中世に大佐井郷、小佐井郷に分かれ、後に大佐井を大在と表記するようになった。なお、小佐井の地名は坂ノ市地区に残っている。

### 行政区域の変遷
- 1889年（明治22年）4月1日 - 町村制施行により、西大在（にしおおざい）村、東大在（ひがしおおざい）村が発足する。
- 1907年（明治40年）6月1日 - 西大在村と東大在村が合併（新設合併）し、大在村となる[2]。
- 1963年（昭和38年）3月10日 - 大分市、鶴崎市、大南町、大在村、坂ノ市町と合併（新設合併）し、新たに大分市となる。

## 公共施設
- 大在郵便局 - 1922年（大正11年）7月1日設置。ただし郵便物の集配事務は坂ノ市郵便局が引き続き担当[3]し、大在郵便局での集配開始は1926年（大正15年）3月21日[4]。1924年（大正13年）1月6日より電信及び電話通話事務を開始[5]。

- 二豊荘（県営結核療養施設） - 1939年（昭和14年）2月1日開設[6]。1947年4月1日に国立療養所へ移管[7]。

## 交通

### 鉄道
- 日本国有鉄道（国鉄）
  - 日豊本線：大在駅